# Bob Weighton
Robert ″Bob″ Weighton, né le 29 mars 1908 à Kingston upon Hull et mort le 28 mai 2020 à Alton à l'âge de 112 ans, 1 mois et 30 jours, est un enseignant et supercentenaire britannique. Il devient le doyen masculin de l'humanité le 23 février 2020, à la suite de la mort de Chitetsu Watanabe et reçoit subséquemment le record Guinness de longévité masculine, titre qu'il garde jusqu'à sa mort trois mois plus tard.

## Biographie
Bob Weighton naît à Kingston upon Hull en Angleterre en 1908. Après avoir reçu un diplôme à l'âge de 16 ans, il devient apprenti en génie maritime et part à Taïwan pour étudier la langue chinoise. Il épouse sa femme Agnès, une enseignante, en 1937 et a son premier enfant à Taïwan. En 1939, il retourne en Grande-Bretagne, mais à la déclaration de la Seconde Guerre mondiale il part pour le Canada, puis pour les États-Unis. Pendant cette période il a deux autres enfants.
À la fin de la guerre, il retourne en Angleterre et devient professeur à la City University. Après cinquante-huit ans de mariage, sa femme meurt en 1995. À la mort de Chitetsu Watanabe le 23 février 2020, Weighton devient doyen masculin de l'humanité. Il est homologué par le livre des records Guinness le 31 mars 2020 et déclare alors: «Il se trouve que je suis un homme ordinaire qui a vécu longtemps. Je ne suis pas le genre de personne qui dit : ‹Je veux escalader l'Everest› ou ‹Je veux faire le tour du monde.› L'ancien détenteur du record est mort. Cela ne me réjouit pas, mais je suis heureux d'avoir vécu longtemps et d'avoir eu beaucoup d'amis.»
Il meurt à Alton d'un cancer à l'âge de 112 ans et 60 jours[réf. souhaitée]. À sa mort, Weighton est père de 3 enfants, 10 petits-enfants et 25 arrière-petits-enfants.